# کلیسای سنت توماس (منهتن)
کلیسای سنت توماس (انگلیسی: Saint Thomas Church) یک کلیسا در شهر نیویورک، ایالات متحده آمریکا است.
این کلیسا که در سال ۱۸۲۳ تأسیس شده، دارای ۶۵ متر طول، ۳۰ متر عرض و ۲۰ متر ارتفاع می‌باشد.

## نگارخانه

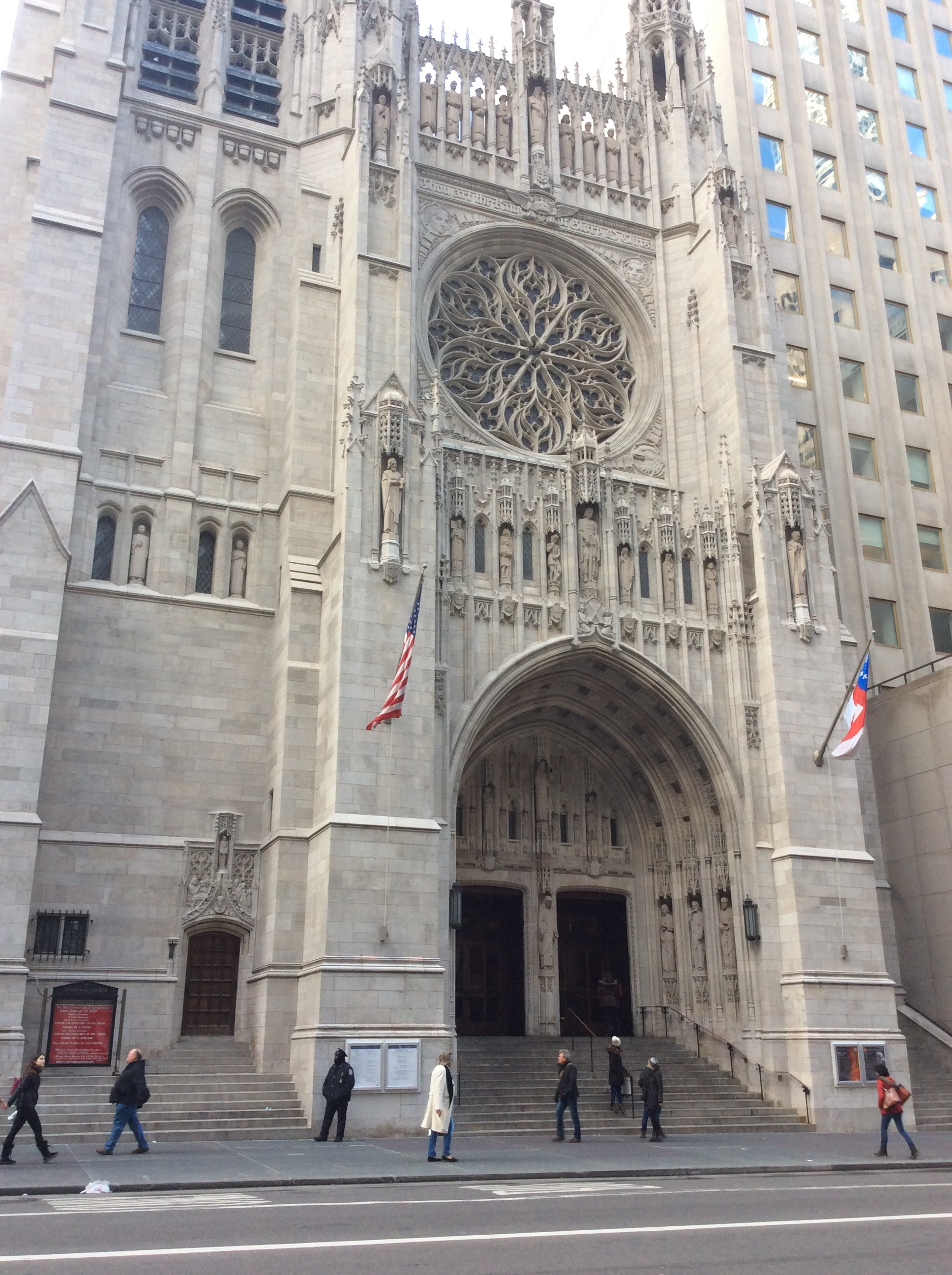
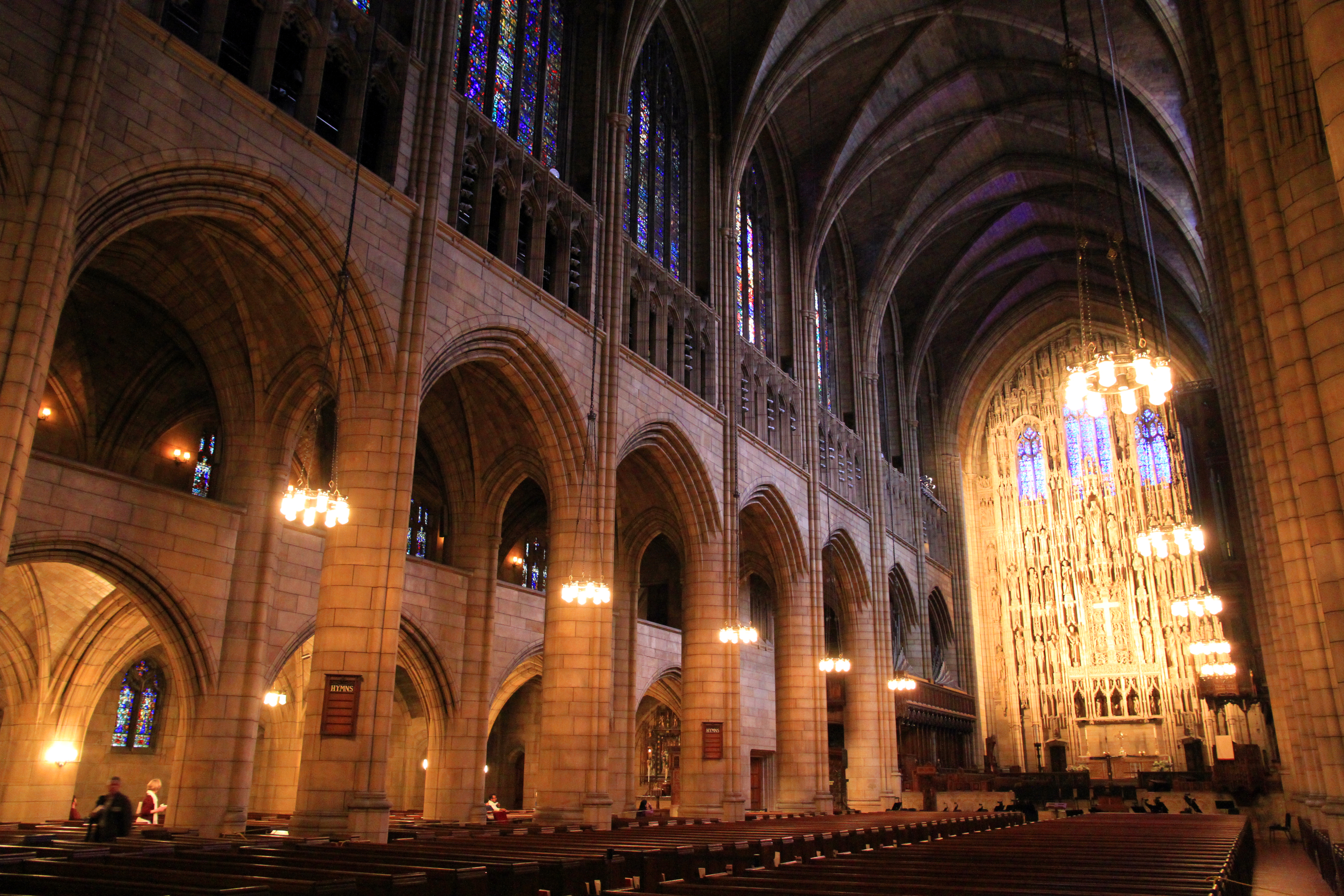
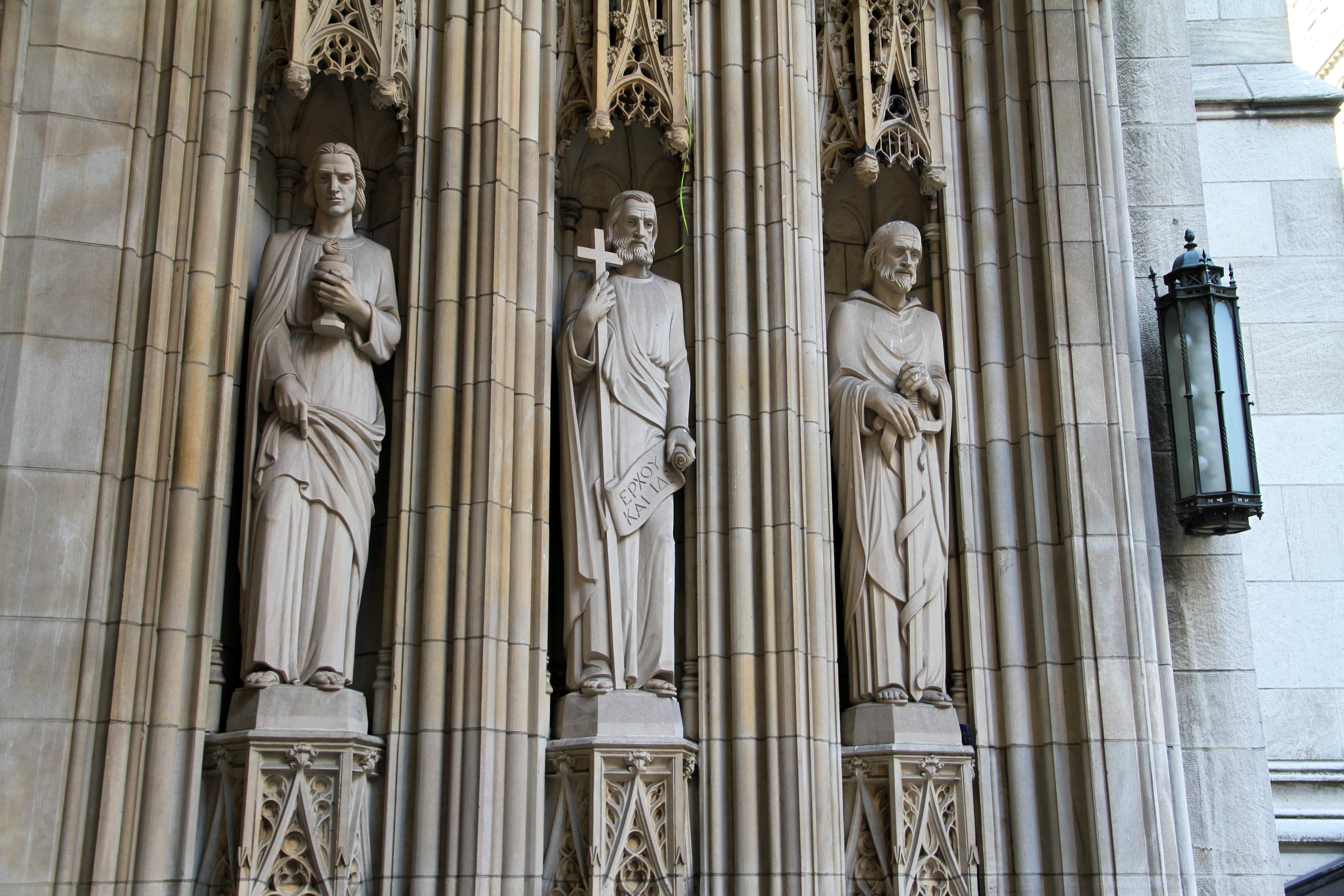
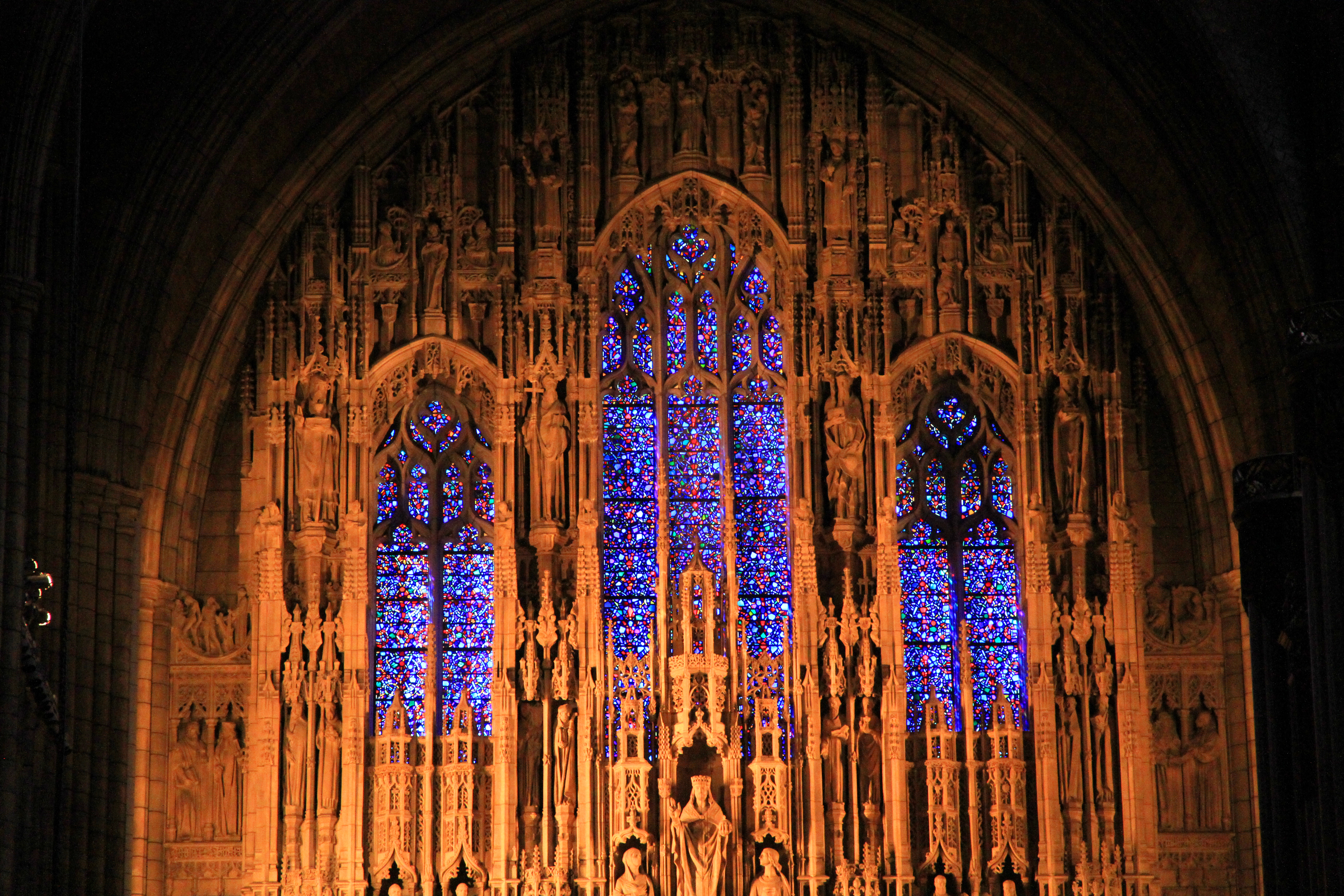
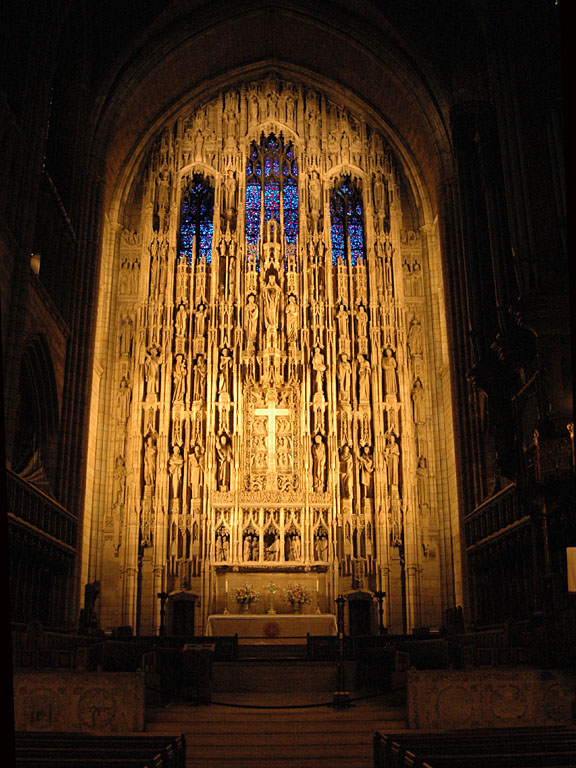